# Каподастр

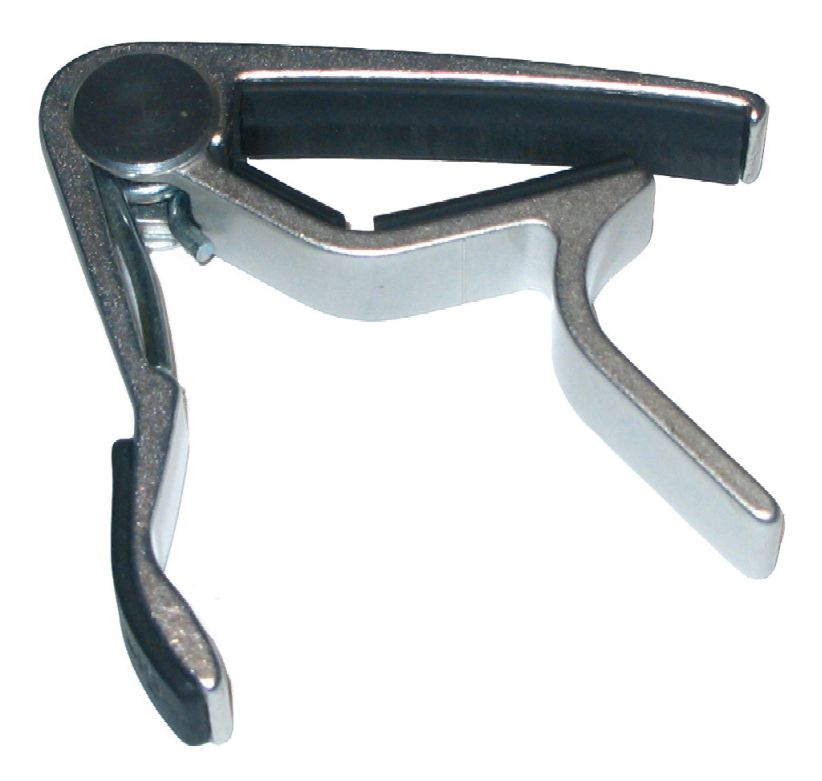
Разновидность пружинного каподастра

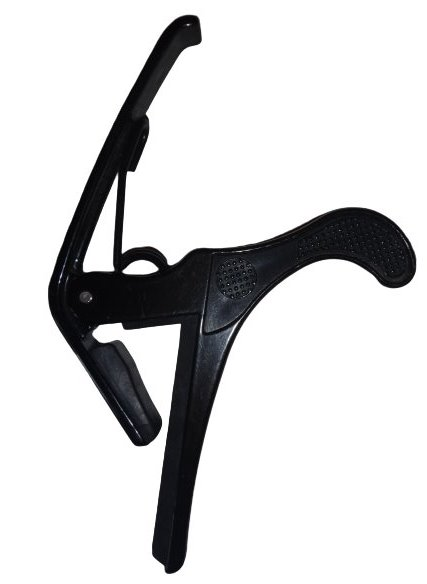
Разновидность пружинного каподастра

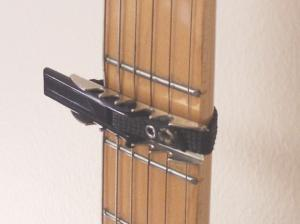
Замковый каподастр на грифе гитары

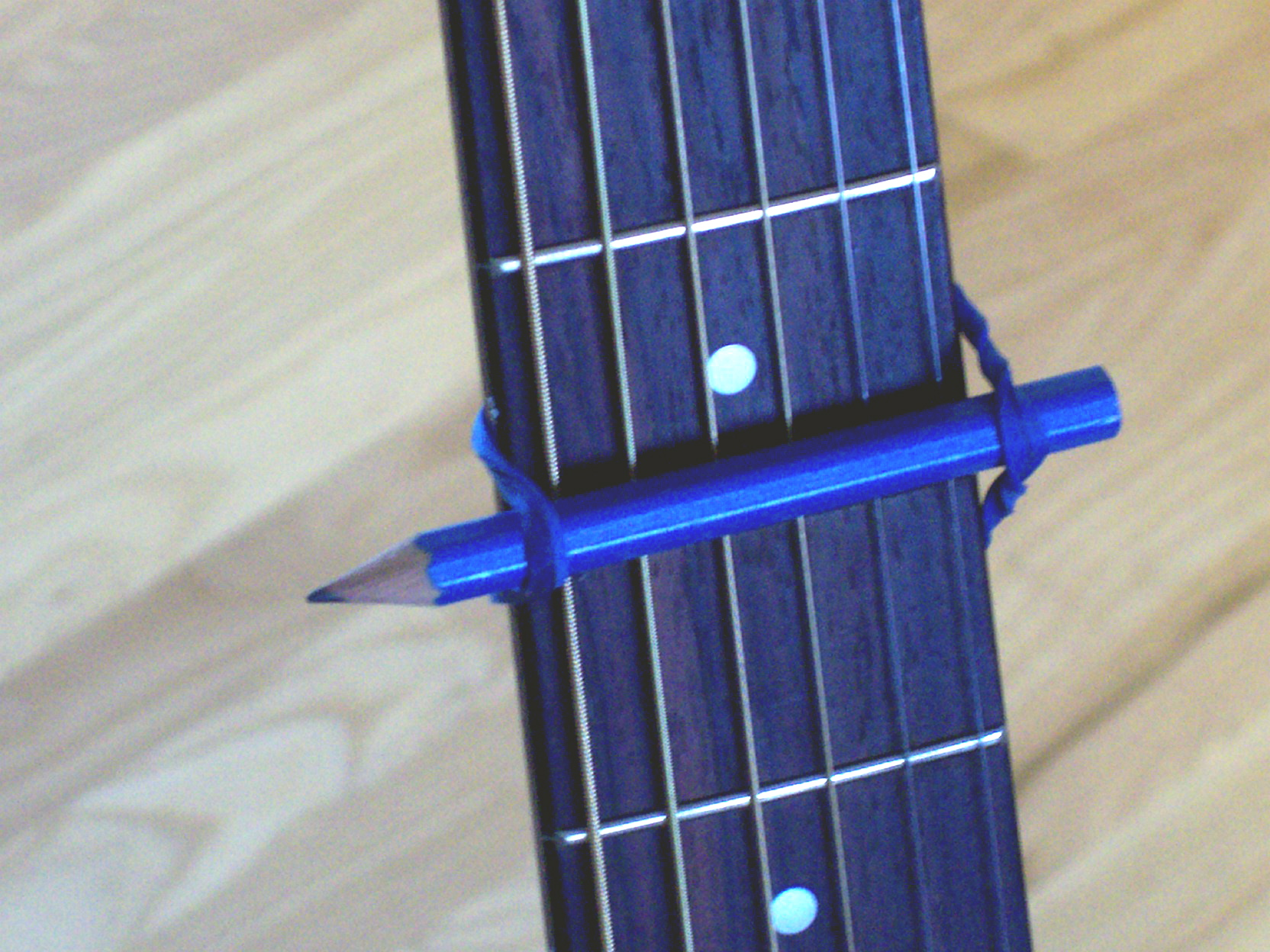
карандаш и резинка могут заменить каподастр

Капода́стр (итал. capo — головка, верх; и tasto — лад; дословно: верхний порожек) — зажим, использующийся в струнно-щипковых инструментах (гитара, балалайка, мандолина), для высотной транспозиции путём искусственного укорачивания звучащей части струн. Каподастр — частный случай скордатуры, издавна применяемой на многих струнных инструментах.
Каподастр меняет высотный строй гитары за счёт установки его на одном из ладов грифа. Пример (для классической шестиструнной гитары):
Нормальный (стандартный) строй:
E B(H) G D A E.
Строй при установке каподастра на первом ладу:
F C G# D# A# F.
В фортепиано и рояле каподастром называют металлическую планку (привинчиваемую к вирбельбанку или чугунной раме), прижимающую струны к струнному штабику.

## Примечательные факты
- В итальянском языке слово «capotа́sto», от которого и появился термин «каподастр», обозначает верхний порожек (нулевой лад) на струнном инструменте[2].